# Rognon (Scey)
Pour les articles homonymes, voir Rognon.
Le Rognon est un ruisseau du département de la Haute-Saône en région Bourgogne-Franche-Comté affluent rive droite du Scey donc un sous-affluent du Rhône par l'Ognon et la Saône.

## Géographie
La longueur de son cours d'eau est de 18,75 km.
Le Rognon prend sa source sur la commune de Magny-Danigon, au sortir de l'étang de la Dame, et s’écoule vers le sud-ouest sur 19 km avant de rejoindre le Scey en rive droite à Beveuge. Sur son trajet, il reçoit les eaux de quatre affluents notables : la Clairegoutte à l'ouest de Lyoffans, puis, sur le territoire de Moffans-et-Vacheresse : Le Fau et, quelques centaines de mètres en aval, le ruisseau des Banets et enfin, le ruisseau de Courmont à proximité du hameau de Vacheresse.

### Communes et cantons traversés

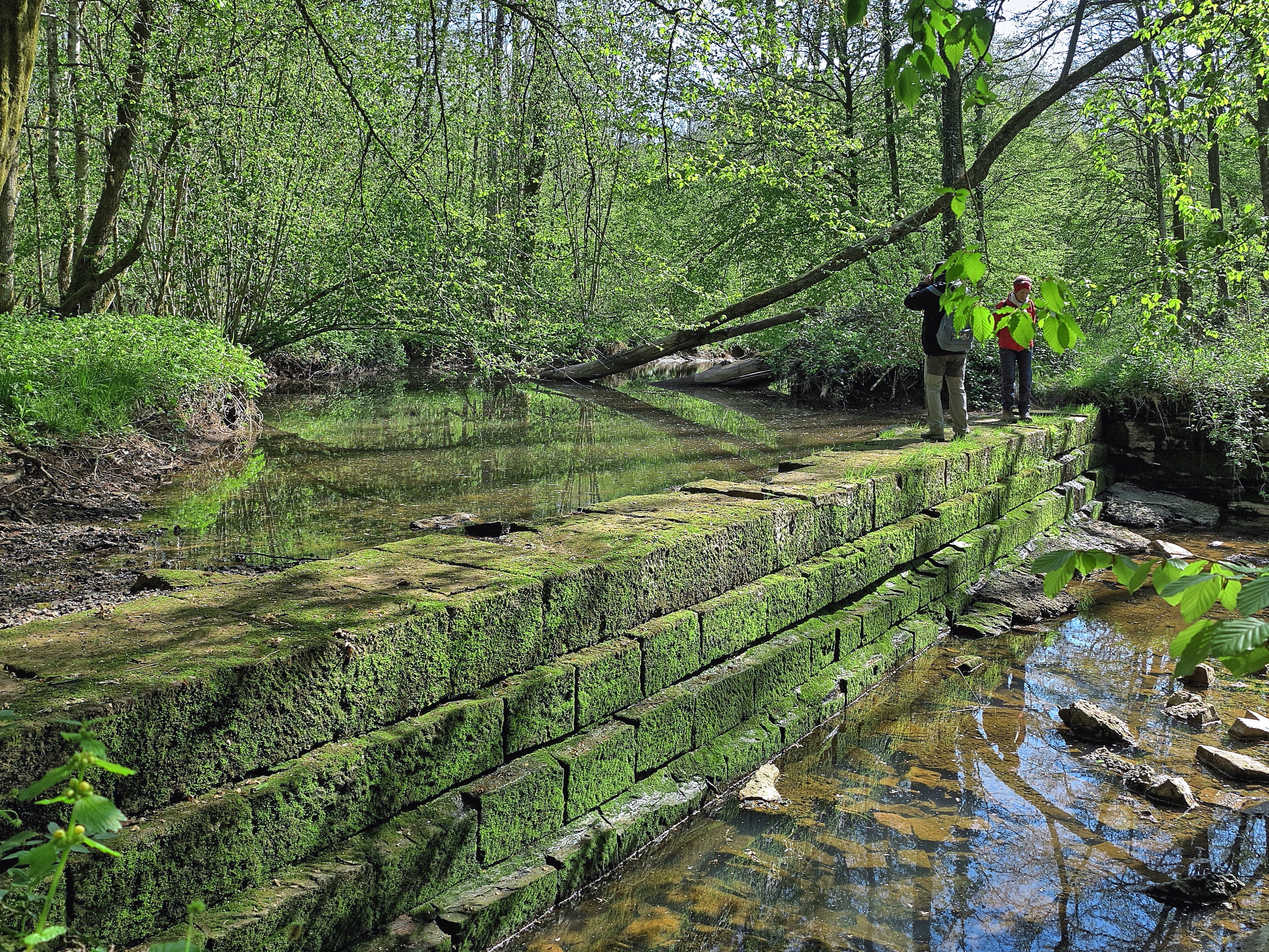
Petit barrage sur le Rognon vers Athesans.

Dans le seul département de la Haute-Saône, le Rognon traverse les dix communes suivantes, de l'amont vers l'aval :
Magny-Danigon, Andornay, Palante, Lyoffans, Moffans-et-Vacheresse, La Vergenne, Athesans-Étroitefontaine, Senargent-Mignafans, Villafans et Beveuge.

### Bassin versant
Le Rognon traverse une seule zone hydrographique :  L'Ognon du Rahin au Lauzin inclus (U103).

## Affluents

### Liste de l'amont vers l'aval
Le Rognon a quatre affluents référencés dans la base SANDRE
- La Clairegoutte[2] (rg),
- Le Fau[3] (rg)
  - Le Ruisseau des Battants
- Le ruisseau des Banets[4] (rg)
- Le ruisseau de Courmont[5] (rg)
  - Le ruisseau de la Côte des Chênes
  - Le ruisseau des Prés Meuniers
    - Le ruisseau de la Goutte aux Saints

### Rang de Strahler
Son rang de Strahler est donc de quatre.